# Enda di Aran
Enda (in gaelico Éanna, Éinne; in latino Endeus; Contea di Meath, ... – Inis Mór, 542) fu un monaco missionario, considerato il padre del monachesimo irlandese, venerato come santo dalla Chiesa cattolica e dalle Chiese ortodosse.

## Biografia
Figlio di Conall-Derg, un capoclan, nella prima parte della sua vita fu un guerriero ad Orgialla, nel nord Irlanda. Succedette al padre come capo della comunità dopo la sua morte.
Di ritorno da una battaglia si fermò al monastero retto dalla sorella, Fanchea. Si convertì alla fede cristiana, abbracciando egli stesso la vita monastica, che nell'Irlanda dell'epoca non era ancora organizzata in cenobi. Fece il catecumenato in Scozia, a Galloway, dov'era vissuto San Niniano di Whithorn. 
Successivamente fece un pellegrinaggio a Roma; nella Città eterna fu anche ordinato sacerdote. Tornato nella natìa Irlanda, fondò una comunità ed eresse una chiesa a Drogheda.
Il re del Munster, Aengus, lo beneficiò della concessione di un terreno in un'isola nell'arcipelago Aran (o Arn), nella Baia di Galway, chiamata Aran Mór. Qui, verso l'anno 484, fondò un primo vero monastero chiamato Killeaney, il più antico insediamento monastico di tutta l'Irlanda. Enda fondò almeno altri dieci conventi in tutta l'Irlanda. La comunità monastica da lui fondata divenne un modello.
Il monastero di Killeaney cominciò ad attirare discepoli e sacerdoti. Sant'Enda fu il padre spirituale di san Brandano di Clonfert, san Ciarán di Clonmacnoise, san Finnian di Clonard, san Columba di Iona, sant'Iarlath e san Carthach il Vecchio.
Morì nel 542 e fu sepolto nella chiesa principale del monastero.

## Culto
La chiesa principale di Inis Mór (nome attuale di Aran Mór) è tuttora chiamata “Kill-Enda”.
La sua ricorrenza, il 21 marzo, cade appena quattro giorni dopo la festa di San Patrizio, il santo patrono d'Irlanda.
Una città irlandese, Ennis, porta il suo nome.